# Міська фортеця (Феодосія)
Міська фортеця — пам'ятка середньовічної оборонної архітектури у Феодосії, внесена до Державного реєстру нерухомих пам'яток України за № 010056. До комплексу пам'яток міської фортеці в Феодосії належать також Стіни (мури) фортеці, Башта Костянтина, Башта Хоми і Башта Джіовані ді Скаффа.
Міська фортеця знаходиться в старій частині міста. У 1266 році генуезці домоглися від ставленика Золотої Орди передачі їм у володіння Кафи (Феодосії) — тоді глухого греко-аланського селища, і заснували тут свою торгову факторію. Вона дуже швидко перетворилася в значне місто, яке спочатку було оточене ровом з земляним валом, а потім — дерев'яними стінами.
У XIV столітті в Кафі починають зводити високі кам'яні стіни, посилені вежами. Фортифікаційна система, закінчена в 1383—1386 рр., складалася з двох ліній оборони: зовнішньої (в межах якої розміщувалося місто) і внутрішньої — фортеці (цитаделі). Зовнішня частина в три рази перевищувала внутрішню. Зовнішня лінія оборони з 26 круглими і прямокутними вежами оточувала місто з суходолу і з моря. Стіни і башти були складені з великого бутового каменю на вапняному розчині. Перед сухопутною лінією йшов викладений каменем глибокий рів з перекинутими через нього кам'яними арочними мостами, що вели до чотирьох воріт міста. Головні з них перебували на північно-західному кінці біля башти Костянтина.
У XIX ст. фортеця, яка втратила своє значення, поступово була розібрана. Збереглися три вежі, основа кутової вежі з бастіоном, фрагменти стін і рову.